# Всеобщая украинская рада
Всеобщая украинская рада (укр. Загальна українська рада) — украинская политическая организация, возникла 5 мая 1915 года в Вене путём преобразования галицкой Главной украинской рады — расширения руководящих органов за счёт представителей эмигрантского Союза Освобождения Украины. Всеобщая украинская рада претендовала на роль органа, представляющего интересы всего украинского народа в Первой мировой войне, высшего и единственного представительного органа украинского народа на территории Австро-Венгрии.

## Программа
Всеобщая украинская рада выдвигала требования самостоятельности для украинских территорий, входящих в состав России, и территориально-национальной автономии и объединения в один автономный край для этнических украинских территорий, находящихся в составе Австро-Венгрии. Рада, в частности, пыталась добиться от австрийских властей введения украинской администрации и обучения в оккупированных районах Холмщины и Волыни, согласия на разделение Галиции на украинскую и польскую части и образования Украинского университета во Львове. Немецкие и австро-венгерские власти не поддерживали идею независимости Украины, но удовлетворили ряд второстепенных требований, в частности по организации отдельных лагерей для украинских военнопленных, где Рада осуществляла антироссийскую пропагандистскую работу.

## Состав
В состав Всеобщей украинской рады входили 34 человека, в том числе:
- от Галичины — 14 представителей Национально-демократической партии, 6 представителей радикальной партии и один украинский социал-демократ;
- от Буковины — 5 национал-демократов, один социал-демократ и один представитель Украинской народной партии;
- от украинских территорий, входящих в состав России, — три представителя (от Союза освобождения Украины).

Рада состояла из нескольких секций, отвечавших за конкретные участки работы:
- политико-правовой;
- работы со СМИ (пресс-служба);
- по делам эмиграции;
- по вопросам экономики;
- по культуре[1].

Под контролем ВУР находилась деятельность Украинской боевой управы (УБУ), занимавшейся формированием украинских воинских частей в армии Австро-Венгрии. Впоследствии УБУ была признана автономным органом ВУР, а затем переименована в «Главное управление Легиона украинских сечевых стрельцов» (ГУ УСС). Во главе Украинской боевой управы встали К. Трильовский и Т. Рожанковский. Чаще всего рекрутировали молодежь, обученную в подразделениях «Пласта», — организации, созданной офицерами австро-венгерской армии Романом Сушко, Петром Франко и Иваном Чмолой. Из-за противодействия польских кругов в Вене австрийский генеральный штаб разрешил формирование части численностью лишь 2500 человек, хотя заявления были получены от 28 тысяч добровольцев.

### Президиум
В президиум Всеобщей украинской рады входили: Кость Левицкий — председатель, Н. Василько, Л. Бачинский (впоследствии Я. Весоловский), М. Ганкевич (позже В. Темницкий) — заместители председателя, О. Скоропись-Йолтуховский (впоследствии М. Меленевский) — уполномоченный Союза освобождения Украины, секретарь — Темницкий.

## Роспуск
5 ноября 1916 года Германия и Австро-Венгрия объявили о создании марионеточного Королевства Польского на оккупированных в ходе войны этнических польских территориях Российской империи и о предоставлении Австро-Венгрией широкой автономии Галиции, с преобладанием польского населения. В знак протеста Всеобщая украинская рада заявила о самороспуске, после чего руководство украинским движением на западноукраинских землях осуществлялось через парламентское представительство.